# Miguel Ángel Planas
Miguel Ángel Planas Segurado (Martorellas, 1933-San Andrés de Llavaneras, 27 de marzo de 2020) fue un empresario y político español.

## Biografía
Empresario de profesión, fue jefe de ventas de Firestone en Barcelona y consejero gerente y director general de varias empresas. Perteneció a Reforma Democrática, partido que se integró en Alianza Popular. 
Fue coordinador general de Alianza Popular en el País Vasco, presidente regional de Alianza Popular en Cataluña entre 1980 y el 17 de octubre de 1983 y vicepresidente a nivel nacional.
Hombre de confianza de Manuel Fraga. Se presentó en el puesto número 1 de las listas de Alianza Popular por la circunscripción electoral de Barcelona en las elecciones generales de 1982 y obtuvo el acta de diputado, repitiendo en las elecciones generales de 1986 también como número 1 por la circunscripción electoral de Barcelona.
Planas se casó en dos ocasiones, en primeras nupcias con María Juana Arruti Bilbao, con quien tuvo cuatro hijos: Nieves, Adriana, Miguel y Pedro Planas Arruti, y tras enviudar con Pilar Sanvicente Ibiricu.